# Parafia Najświętszej Maryi Panny Różańcowej we Wrocławiu
Parafia Najświętszej Maryi Panny Różańcowej we Wrocławiu – parafia rzymskokatolicka znajdująca się w dekanacie Wrocław zachód (Leśnica), w archidiecezji wrocławskiej. Erygowana 30 maja 2003 roku, została wydzielona z parafii św. Jadwigi Śląskiej i terytorialnie objęła osiedle Złotniki. Odpust w tej parafii przypada 7 października. 
Pierwszym proboszczem został ks. Andrzej Pańczak.

## Zasięg parafii
Ulice: Bocheńska, pl. Ciesielski, Chęcińska, Częstochowska, Czortyńska, Dębicka, Grybowska, Jarosławska, Jasielska, pl. Kaliski, Kamiennogórska, Kielecka, Kosmonautów (nr. 206–318), Kościańska, Krzeszowska, Limanowska, Łukowa, Małopolska, Miechowska, Mieroszowska, Nowosądecka, Nowotarska, Olkuska, Opoczyńska, Podhalańska, Przemyska, Rabczańska, Radomska, Rajska, Rawicka, Rzeszowska, Tarnowska, Wielkopolska, Wschowska, Zakopiańska, Złotnicka, Żwirowa, Żywiecka.

## Proboszczowie
- ks. Andrzej Pańczak (2003–2025)
- ks. Rafał Cyfka (administrator od 2025)